# Bernhard von Bülow
Bernhard Heinrich Karl Martin von Bülow, född 3 maj 1849 i Klein-Flottbeck, Holstein, död 28 oktober 1929, var en tysk greve (senare furste), diplomat och statsman; Tysklands rikskansler 1900–1909.
Bernhard von Bülow, som var son till den berömde tyske statsmannen Bernhard Ernst von Bülow, tjänstgjorde i sin ungdom som frivillig i fransk-tyska kriget. Efter kriget påbörjade von Bülow en mycket framgångsrik diplomatisk karriär, som bland annat innefattade ambassadsekreterare i Paris, S:t Petersburg och Bukarest. År 1893 utnämndes han till Tysklands ambassadör i Rom och 1897 utnämndes han till utrikesminister av rikskanslern, furst Hohenlohe-Schillingsfürst.
von Bülows främsta gärning som utrikesminister var en mycket skicklig hantering av den tyska kolonialpolitiken. Tyskland befann sig vid denna tid i ett kolonialt expansionsskede som landet hade påbörjat relativt sent på grund av dess sena enande, men von Bülow uträttade trots det en hel del, bland annat lyckades han 1899 genom diplomatiska förhandlingar införliva ögruppen Karolinerna i det tyska kolonialväldet. För denna bedrift utnämndes han till greve (Graf).
År 1900, efter Hohenlohe-Schillingsfürsts avgång, utnämnde kejsar Vilhelm II von Bülow till ny rikskansler. von Bülow innehade kanslersämbetet i nio år och visade sig vara en mycket skicklig politiker, mycket på grund av hans bakgrund som diplomat. Han lyckades under svåra förhållanden hålla samman ett regeringsblock bestående av konservativa och liberaler genom en glänsande förmåga att kompromissa och förhandla. Hans egen kanslergärning utmärktes främst av hans skickliga utrikespolitik (yrkesdiplomat som han var) och han engagemang för Tysklands kolonialpolitik, som fortsatte även efter att han hade beklätt kanslersämbetet. von Bülow var till exempel en av de drivande krafterna bakom Tysklands koloni i Kina.
År 1905 upphöjdes greve von Bülow till furste (Fürst) för sina insatser främst inom den tyska utrikespolitiken. På sommaren 1909 misslyckades von Bülows regeringskoalition med att få igenom budgetförslaget genom den tyska riksdagen, varpå von Bülow tvingades avgå. Han lämnade rikskanslerposten den 14 juli 1909.
Åren 1914-1915 var von Bülow återigen Tysklands ambassadör i Rom, denna gång med det uttalade uppdraget att övertala Italien att ansluta sig till centralmakterna. von Bülow misslyckades dock med detta, och i april 1915 gick Italien in i kriget på de allierades sida. von Bülow ansåg dock att han hade fått ett hopplöst uppdrag. När Theobald von Bethmann-Hollweg tvingades avgå som rikskansler i juli 1917 var det många som hoppades på att von Bülow återigen skulle få bli rikskansler, men Wilhelm II valde istället den svage Georg Michaelis till ny kansler.
Efter kriget publicerade Bülow sina memoarer i fyra tjocka band. Böckerna är ett praktverk med många intressanta bilder och faksimiler av dokument, men deras källvärde är starkt ifrågasatt.
Furst Bernhard von Bülow avled 28 oktober 1929, dagen innan den stora börskrasch som inledde den stora depressionen, Svarta torsdagen.

## Utmärkelser
- Storkorset av Nederländska Lejonorden,  9 november 1899[1]
- Riddare av Serafimerorden,  6 juni 1908[2]
- Elefantorden
- Annunziataorden
- Hedersdoktor vid Münsters universitet
- Hedersdoktor vid Königsbergs universitet
- Sankt Stefansorden
- Rutkroneorden
- Vendiska kronans husorden
- Svarta örns orden
- Sankt Hubertusorden
- Andreasorden
- Württembergska kronorden
- Riddare av Gyllene skinnets orden

[Redigera Wikidata]